# 王勇 (歴史学者)
王 勇（おう ゆう、1956年 - ）は、中華人民共和国の歴史学者。浙江工商大学日本文化研究所所長。中日文化交流史、日本古代史を専攻。中国日本史学会副会長。2001年、中国で戦後初となる日本文化通史『中国史のなかの日本像』を刊行する。

## 人物
浙江省生まれ。1982年、浙江大学日本語学科卒業。1991年、浙江大学教授、浙江大学日本文化研究センター所長。その後、北京大学中国語言文学系教授を経て、2004年に浙江工商大学日本文化研究所所長。
学外では、国際日本文化研究センター客員教授、国文学研究資料館客員教授、早稲田大学日本宗教文化研究所招聘研究員。
日中歴史共同研究中国側委員として古代・中近世史分科に参加し、「「ヒト」と「モノ」の流動——隋唐時期を中心に」、「日中古代政治社会構造の比較研究」を発表している。

## 日本語著書
- 王勇『聖徳太子時空超越―歴史を動かした慧思後身説』大修館書店、1994年6月1日。ISBN 4469290696。
- 王勇・藤善真澄『天台の流伝: 智顗から最澄へ』山川出版社、1997年6月1日。ISBN 4634604701。
- 王勇『唐から見た遣唐使―混血児たちの大唐帝国』講談社〈講談社選書メチエ〉、1998年3月1日。ISBN 4062581256。
- 王勇『中国史のなかの日本像』農山漁村文化協会〈人間選書〉、2000年9月1日。ISBN 454000171X。
- 王勇『おん目の雫ぬぐはばや―鑑真和上新伝』農山漁村文化協会〈図説 中国文化百華〉、2002年12月1日。ISBN 4540020447。
- 王勇『書物の中日交流史』国際文化工房〈浙江省中日関系史学会叢刊 (5)〉、2005年12月1日。ISBN 4907676247。